# Domarbo
Domarbo är en by i Huddunge socken, Heby kommun.
Domarbo omtalas i dokument första gången 1492 ("i domarebode"). Ortsnamnet syftar på yrkesbeteckningen domare, enligt en sägen har Domarbo och Lagbo varit säte för rättsskipning, men det handlar troligen om folketymologi. Jordeboken upptar från 1541 Domarbo som ett mantal skatte med en skattevret i Granberga. 
Bland bebyggelser på ägorna märks Trundhem, omtalat första gången 1629 som under en tid var soldattorp för soldaten Domberg, först vid livregementet till häst och senare vid livgrenadjärregementet. Torpet har även kallats Dombergstorp. Torpet ger även upphov till bebyggelsen Nya Trundhem i början av 1800-talet. Lars Anderssons torp uppfördes i mitten av 1800-talet och har senare kallats Töppan. Delar av bebyggelsen i Nyby som annars huvudsakligen ligger i Granberga har ibland räknats till Domarbo. Torpet Holmen, omtalat i början av 1800-talet är troligen identiskt med det senare torpet Holmbo. 